# Golunda ellioti
Espèce
Statut de conservation UICN

 LC  : Préoccupation mineure
Golunda ellioti est une espèce de rongeurs de la famille des Muridae.

## Répartition
Cette espèce de rongeurs se rencontre en Inde, en Iran, au Népal, au Pakistan et au Sri Lanka.

## Systématique
Le nom valide complet (avec auteur) de ce taxon est Golunda ellioti Gray, 1837.
Golunda ellioti a pour synonymes :
- Golunda coffaeus Kelaart, 1850
- Golunda ellioti bombax Thomas, 1923
- Golunda ellioti coenosa Thomas, 1923
- Golunda ellioti coraginis Thomas, 1923
- Golunda ellioti gujerati Thomas, 1923
- Golunda ellioti limitaris Thomas, 1923
- Golunda ellioti paupera Thomas, 1923
- Mus hirsutus Elliot, 1839
- Mus myothrix Hodgson, 1845
- Mus newara Kelaart, 1850
- Pelomys watsoni Blanford, 1876